# Zgornje Hoče
Zgornje Hoče este o localitate din comuna Hoče - Slivnica, Slovenia, cu o populație de 620 de locuitori.